# Lekkoatletyka na Letnich Igrzyskach Olimpijskich 1984 – skok o tyczce mężczyzn
Skok o tyczce mężczyzn podczas XXIII Letnich Igrzysk Olimpijskich w Los Angeles rozegrano 6 (kwalifikacje) i 8 sierpnia 1984 (finał) na stadionie Los  Angeles Memorial Coliseum. Zwycięzcą został reprezentant Francji Pierre Quinon.

## Rekordy

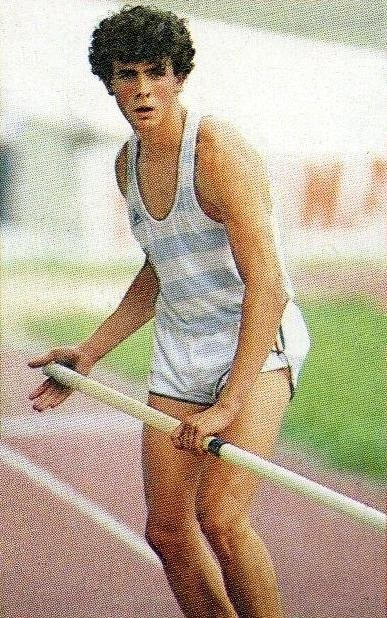
Pierre Quinon

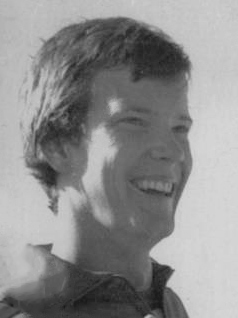
Earl Bell

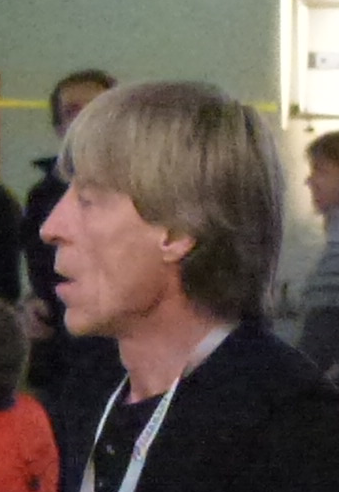
Thierry Vigneron

|                   | Zawodnik              | Narodowość | Wynik | Data               | Miejsce |
| ----------------- | --------------------- | ---------- | ----- | ------------------ | ------- |
| Rekord świata     | Serhij Bubka          | ZSRR       | 5,90  | 13 lipca 1984(dts) | Londyn  |
| Rekord olimpijski | Władysław Kozakiewicz | Polska     | 5,78  | 30 lipca 1980(dts) | Moskwa  |

## Wyniki
| Poz. - pozycja |
| – rekord świata \| – rekord krajowy \| – rekord życiowy \| = – wyrównany rekord życiowy \| · – najlepszy wynik w sezonie \| = – wyrównany najlepszy wynik w sezonie \| – rekord olimpijski |
| Fn – falstart \| DNF – nie ukończył \| DNS – nie wystartował \| DSQ – zdyskwalifikowany |

### Kwalifikacje
Do finału awansowali zawodnicy, którzy osiągnęli minimum 5,45 m (Q), względnie 12 najlepszych (gdyby mniej niż 12 zawodników osiągnęło minimum, q). Skoczkowie startowali w dwóch grupach (A i B).
| Poz. | Grupa | Zawodnik          | Reprezentacja                        | 5,10 | 5,20 | 5,30 | 5,35 | 5,40 | 5,45 | Wynik | Uwagi |
| ---- | ----- | ----------------- | ------------------------------------ | ---- | ---- | ---- | ---- | ---- | ---- | ----- | ----- |
| 1.   | A     | Earl Bell         | Stany Zjednoczone                    | –    | –    | –    | o    | –    | o    | 5,45  | Q     |
| 1.   |       | Mike Tully        | Stany Zjednoczone                    | –    | –    | –    | o    | –    | o    | 5,45  | Q     |
| 1.   | A     | Thierry Vigneron  | Francja                              | –    | –    | –    | o    | –    | o    | 5,45  | Q     |
| 4.   | A     | Alberto Ruiz      | Hiszpania                            | xo   | –    | xo   | –    | xo   | xxo  | 5,45  | Q     |
| 5.   | A     | Pierre Quinon     | Francja                              | –    | –    | xo   | –    | o    | –    | 5,40  | q     |
| 6.   | B     | Kimmo Pallonen    | Finlandia                            | –    | o    | o    | xo   | xo   | –    | 5,40  | q     |
| 7.   | A     | Felix Böhni       | Szwajcaria                           | –    | –    | o    | –    | xxo  | xxx  | 5,40  | q     |
| 8.   | A     | Tom Hintnaus      | Brazylia                             | –    | –    | –    | o    | –    | xxx  | 5,35  | q     |
| 9.   | B     | Mauro Barella     | Włochy                               | o    | o    | xo   | xxo  | –    | –    | 5,35  | q     |
| 10.  | A     | Serge Ferreira    | Francja                              | –    | –    | o    | –    | xxx  |      | 5,30  | q     |
| 10.  | B     | Jeff Gutteridge   | Wielka Brytania                      | o    | –    | o    | xxx  |      |      | 5,30  | q     |
| 10.  | A     | Doug Lytle        | Stany Zjednoczone                    | –    | –    | o    | xxx  |      |      | 5,30  | q     |
| 10.  | B     | Yang Weimin       | Chiny                                | o    | o    | o    | –    | xxx  |      | 5,30  | q     |
| 14.  | B     | Tomomi Takahashi  | Japonia                              | o    | –    | xxo  | –    | xxx  |      | 5,30  | q     |
| 15.  | B     | Brian Morrissette | Wyspy Dziewicze Stanów Zjednoczonych | o    | o    | x–   | xx   |      |      | 5,20  |       |
| 16.  | B     | Keith Stock       | Wielka Brytania                      | xo   | xo   | xxx  |      |      |      | 5,20  |       |
| 17.  | B     | Ji Zebiao         | Chiny                                | xo   | xxx  |      |      |      |      |       |       |
| 18.  | B     | Edgardo Rivera    | Portoryko                            | xxo  | –    | x–   | xx   |      |      | 2,18  |       |
| –    | A     | Miro Zalar        | Szwecja                              | –    | –    | xxx  |      |      |      | NM    |       |
| –    | B     | Alfonso Cano      | Hiszpania                            |      |      |      |      |      |      | DNS   |       |

### Finał
| Poz. | Zawodnik         | Reprezentacja     | 5,10 | 5,20 | 5,30 | 5,40 | 5,45 | 5,50 | 5,55 | 5,60 | 5,65 | 5,70 | 5,75 | 5,80 | Wynik |
| ---- | ---------------- | ----------------- | ---- | ---- | ---- | ---- | ---- | ---- | ---- | ---- | ---- | ---- | ---- | ---- | ----- |
| 1.   | Pierre Quinon    | Francja           | –    | –    | –    | –    | xo   | –    | –    | –    | x–   | o    | o    | xxx  | 5,75  |
| 2.   | Mike Tully       | Stany Zjednoczone | –    | –    | –    | –    | o    | –    | o    | –    | xxo  | –    | –    | xxx  | 5,65  |
| 3.   | Earl Bell        | Stany Zjednoczone | –    | –    | –    | o    | –    | o    | –    | o    | xxx  |      |      |      | 5,60  |
| 3.   | Thierry Vigneron | Francja           | –    | –    | –    | o    | –    | –    | –    | o    | xxx  |      |      |      | 5,60  |
| 5.   | Kimmo Pallonen   | Finlandia         | –    | –    | xo   | –    | xo   | –    | xxx  |      |      |      |      |      | 5,45  |
| 6.   | Doug Lytle       | Stany Zjednoczone | –    | –    | –    | o    | –    | xxx  |      |      |      |      |      |      | 5,40  |
| 7.   | Felix Böhni      | Szwajcaria        | –    | –    | o    | –    | –    | xxx  |      |      |      |      |      |      | 5,30  |
| 8.   | Mauro Barella    | Włochy            | xxo  | –    | xxo  | xxx  |      |      |      |      |      |      |      |      | 5,30  |
| 9.   | Alberto Ruiz     | Hiszpania         | –    | o    | –    | xxx  |      |      |      |      |      |      |      |      | 5,20  |
| 10.  | Yang Weimin      | Chiny             | xo   | xxx  |      |      |      |      |      |      |      |      |      |      | 5,10  |
| 11.  | Jeff Gutteridge  | Wielka Brytania   | xxo  | –    | xxx  |      |      |      |      |      |      |      |      |      | 5,10  |
| –    | Tom Hintnaus     | Brazylia          | –    | –    | –    | xxx  |      |      |      |      |      |      |      |      | NM    |
| –    | Serge Ferreira   | Francja           | –    | –    | xxx  |      |      |      |      |      |      |      |      |      | NM    |
| –    | Tomomi Takahashi | Japonia           | xxx  |      |      |      |      |      |      |      |      |      |      |      | NM    |